# Toto (음반)
《Toto》는 미국의 록 밴드 토토의 데뷔 스튜디오 음반이다. 1978년 10월 15일에 발매되었으며 히트 싱글곡 〈Hold the Line〉, 〈I'll Supply the Love〉, 그리고 〈Georgy Porgy〉가 포함되어 있는데, 이 세 곡 모두 미국에서 50위 안에 들었다. 〈Hold the Line〉은 6주 동안 상위 10위 안에 들었고 영국에서도 14위에 올랐다. 처음에는 비평가들로부터 좋은 평가를 받지는 못했지만, 이 밴드는 빠르게 다음과 같은 음향을 얻었고, 이 음반은 소프트 팝과 신스와 하드 록 요소를 혼합한 독특한 음색으로 명성을 얻었다. 그 밴드는 다음 음반에서 하드 록 영역을 더 깊게 파고들 것이다.

## 커버 아트
많은 그레이트풀 데드 음반 커버를 그린 것으로 잘 알려진 필립 개리스는 다모클레스의 검을 언급한 노래 〈Manuela Run〉 (You better watch that sword that's hanging over you (당신 위에 걸려있는 검을 보는 게 좋을 거예요))"의 가사를 듣고 이 음반의 엠블럼을 만들었다. 칼은 또한 밴드의 강력하고 단단한 사운드를 대표했고, 많은 종류의 음악을 연주할 수 있는 그들의 능력 때문에, 개리스는 그들의 다재다능함을 보여주기 위해 검을 양날로 만들었다. 쇠고리는 제작 중인 작품(음반 자체)을, 리본은 어린이 해를 상징했다.

## 평가
| 전문가 평가         | 전문가 평가 |
| 평가 점수           | 평가 점수   |
| 출처                | 점수        |
| ------------------- | ----------- |
| AllMusic            | [ 5 ]       |
| Classic Rock Review | B+          |
| Sea of Tranquility  | [ 7 ]       |

《롤링 스톤》은 토토가 경력 세션 연주가에서 밴드로 전환하려는 시도는 실패했고, 데이비드 페이치의 노래를 "연속적인 기악 솔로의 변명"이라고 불렀으며, 네 명의 리드 보컬 중 어느 누구도 합격할 수 있는 수준보다 낫지 않다고 말했다.
회고적 리뷰에서 올뮤직은 이 음반이 강한 부정적인 비판적 반응을 받은 것은 단지 비평가들이 어떤 장르에서든 뛰어난 노래를 만들 수 있는 토토의 입증된 능력에 위협을 느꼈기 때문이라고 주장했다. 그들은 이 음반이 그 당시 청취자들에 의해 매우 좋은 인기를 얻게 된 것이 바로 이 능력이라는 점에서 비평가들의 반응의 아이러니에 대해 언급했다.

## 곡 목록
모든 곡들은 특별한 언급이 없는 한 데이비드 페이치에 의해 작사/작곡하였다.
| #  | 제목                     | 작사·작곡 | 리드 보컬     | 재생 시간 |
| -- | ------------------------ | --------- | ------------- | --------- |
| 1. | 〈Child's Anthem〉       |           | 기악          | 2:46      |
| 2. | 〈I'll Supply the Love〉 |           | 보비 킴볼     | 3:46      |
| 3. | 〈Georgy Porgy〉         |           | 스티브 루카서 | 4:09      |
| 4. | 〈Manuela Run〉          |           | 페이치        | 3:54      |
| 5. | 〈You Are the Flower〉   | 킴볼      | 킴볼          | 4:11      |

| #   | 제목               | 작사·작곡     | 리드 보컬      | 재생 시간 |
| --- | ------------------ | ------------- | -------------- | --------- |
| 6.  | 〈Girl Goodbye〉   |               | 킴볼           | 6:13      |
| 7.  | 〈Takin' It Back〉 | 스티브 포카로 | 포카로         | 3:47      |
| 8.  | 〈Rockmaker〉      |               | 페이치         | 3:19      |
| 9.  | 〈Hold the Line〉  |               | 킴볼           | 3:56      |
| 10. | 〈Angela〉         |               | 루카서, 페이치 | 5:31      |

## 인증
| 국가                                                            | 인증        | 판매량/출하량 |
| --------------------------------------------------------------- | ----------- | ------------- |
| 오스트레일리아 (ARIA)                                           | 플래티넘    | 70,000        |
| 캐나다 (뮤직 캐나다)                                            | 2× 플래티넘 | 200,000^      |
| 독일 (BVMI)                                                     | 골드        | 250,000^      |
| 미국 (RIAA)                                                     | 2× 플래티넘 | 2,000,000^    |
| ^출하량을 기반으로 한 인증 · 판매량+스트리밍을 기반으로 한 인증 |             |               |